# Back to Business
Pour les articles homonymes, voir Love Hurts.
Pour plus de détails, voir Fiche technique et Distribution.
Back to Business (Love Hurts) est un film américain réalisé par Jonathan Eusebio et sorti en 2025. Il s'agit du premier long métrage du réalisateur.

## Synopsis
Marvin Gable est un agent immobilier prospère qui vient de recevoir la plus haute distinction de son patron, ami et mentor Cliff Cussick. Il est souvent accompagné de son assistante Ashley, cyniquement déprimée, qui menace constamment de quitter son emploi, malgré les encouragements de Marvin.
En réalité, Marvin est un ancien assassin de la "Compagnie", dirigée par son frère Alvin, alias "Knuckles", dont il est séparé. Il devait éliminer une jeune avocate, Rose, après qu'elle ait volé. Aux alentours de la Saint-Valentin, Marvin reçoit une lettre de Rose. Il est ensuite confronté à Raven, assassin au couteau et obsédé par la poésie, qui a été engagé pour retrouver Rose. Marvin assomme Raven et le laisse dans son bureau. Il rentre chez lui pour récupérer ses affaires avant que deux autres agents, King et Otis, ne l'affrontent.
Marvin parvient à les vaincre avant d'être capturé par Rose, qui le ramène à sa cachette dans un club de strip-tease. Pendant ce temps, Ashley découvre Raven ainsi que sa poésie et tombe amoureuse de lui, tandis qu'il admire son appréciation pour son travail.
Cliff se rend chez Marvin où il est confronté à Knuckles, qui lui raconte l'ancienne vie de Marvin. Malgré cela, Cliff respecte les efforts de Marvin pour changer et Knuckles le tue lorsqu'il déclare qu'ils sont « frères ».
Rose raconte à Marvin qu'elle a recueilli un nombre insurmontable d'informations sur les fréquentes opérations de blanchiment d'argent de Knuckles, révélant qu'il a trompé plusieurs partenaires, et qu'elle a même capturé son comptable, Kippy Betts. Elle a également contraint le bras droit de Knuckles, Renny Merlo, qui allait la doubler de peur que Knuckles ne découvre qu'il l'avait volé. Rose prévoit d'utiliser les informations de Kippy pour faire tomber Knuckles, et veut que Marvin revienne à ses anciennes habitudes pour l'aider.
Après s'être caché dans l'une des maisons que Marvin vend, un couple à qui Marvin avait parlé auparavant arrive, le forçant à finaliser son travail avec eux. Il contacte Ashley et lui demande d'apporter les papiers, sans savoir que Raven est avec elle. Kippy réussit à s'échapper et contacte Renny, qui à son tour ordonne à King et Otis de venir aussi.
Alors que Rose part affronter Knuckles, Raven, Ashley, Otis et King arrivent et une bagarre éclate, entraînant la mort de Jeff Zaks, le rival trop zélé de Marvin. Marvin et Raven font équipe et éliminent Otis et King, mais Ashley insiste pour que Marvin et Raven cessent leur combat car elle est amoureuse de ce dernier. Inspiré par cela, Marvin poursuit Rose jusqu'à la cachette de Knuckles et ils se battent contre ses hommes, Merlo étant tué.
Après avoir réalisé que son frère a assassiné Cliff, Marvin se bat une dernière fois contre Knuckles, qui sort victorieux de l'affrontement. Rose révèle qu'elle a contacté les gangsters russes que Knuckles avait trompés, ce qui les a amenés à venir l'enlever. Marvin déclare enfin son amour pour Rose, fièrement.

## Fiche technique
Sauf indication contraire, les informations mentionnées dans cette section peuvent être confirmées par la base de données cinématographiques IMDb,  présente dans la section « Liens externes ».
- Titre original : Love Hurts
- Titre français : Back to Business[1]
- Titre de travail : With Love
- Réalisation : Jonathan Eusebio
- Scénario : Matthew Murray, Josh Stoddard et Luke Passmore
- Musique : Dominic Lewis
- Décors : Craig Sandells
- Costumes : Patricia J. Henderson
- Photographie : Bridger Nielson
- Montage : N/A
- Production : Guy Danella, David Leitch et Kelly McCormick
- Société de production : 87North Productions
- Société de distribution : Universal Pictures
- Budget : N/A
- Pays de production :  États-Unis
- Langue originale : anglais
- Format : couleur
- Genre : comédie, action
- Date de sortie[2] :
  - États-Unis : 7 février 2025

## Distribution
- Ke Huy Quan : Marvin Gable
- Ariana DeBose : Rose
- Daniel Wu : Knuckles Gable
- Marshawn Lynch : King
- Mustafa Shakir (en) : The Raven
- Lio Tipton : Ashley
- Rhys Darby : Kippy Betts
- André Eriksen (en) : Otis
- Sean Astin : Cliff Cussick
- Cam Gigandet : Renny Merlo

## Production
En janvier 2024, il est annoncé qu'un film d'action réalisé par Jonathan Eusebio est en développement. Le scénario est écrit par Luke Passmore, Josh Stoddard et Matthew Murray et Ke Huy Quan est annoncé dans le rôle principal. En mars, Ariana DeBose est confirmée. En avril 2024, c'est au tour de Daniel Wu, Marshawn Lynch, Mustafa Shakir, Cam Gigandet, André Eriksen et Lio Tipton de rejoindre la distribution,.
Le tournage débute le 1er avril 2024 à Winnipeg dans le Manitoba. Les prises de vues s'achèvent le 17 mai 2024.
Initialement baptisé With Love, le titre est changé pour Love Hurts en octobre 2024. Il est alors révélé que Sean Astin sera également présent.

## Sortie et accueil
Distribué par Universal Pictures, Love Hurts sort dans les salles américaines dès le 7 février 2025,.